# Daughtry (banda)
Daughtry es una banda estadounidense de rock formada en 2006 y liderada por el homónimo Chris Daughtry, quien fue finalista en la quinta temporada de American Idol. Su primer álbum homónimo Daughtry fue lanzado en noviembre de 2006. El álbum alcanzó el número uno en el Billboard 200, llegó a vender más de cuatro millones de copias en los Estados Unidos, y ha sido certificado cuádruple platino por la RIAA. Daughtry también fue nombrado el álbum más vendido de 2007 por Billboard, convirtiéndose en el álbum de rock debut de mayor venta en la historia de Nielsen SoundScan. . El álbum produjo cuatro primeros 20 éxitos en el Billboard Hot 100, incluyendo cinco hits "It's Not Over" y "Home".
El segundo álbum de la banda, Leave This Town, fue lanzado en julio de 2009. Debutó en el número uno en la cartelera Billboard 200 , convirtiéndose en segundo álbum número uno de Daughtry en los Estados Unidos. Hasta la fecha, Leave This Town ha vendido más de 1,3 millones de copias en los Estados Unidos y ha sido certificado platino por la RIAA. El  primer sencillo del álbum, "No Surprise", se convirtió en quinto hit top 20  de la banda en el Hot 100. Su tercer álbum de estudio, Break the Spell fue lanzado en noviembre de 2011. 
Debutó en la lista de los diez más populares en la cartelera Billboard 200  yha sido certificado Oro por la RIAA. Su cuarto álbum de estudio de Daughtry, Baptized fue publicado el 19 de noviembre de 2013 y debutó en el número seis en la lista de 200, vendiendo aproximadamente noventa mil unidades. Hasta la fecha, Daughtry ha vendido más de 8 millones de álbumes y más de 22,6 millones de canciones digitales en los EE. UU., y 23,8 millones de álbumes y 60,3 millones de descargas digitales en todo el mundo.

## Historia

### Formación (2005-2006)
Chris Daughtry, que terminó en el cuarto lugar en la quinta temporada de American Idol en 2006, declaró que iba a formar una nueva banda después de haber rechazado ser el cantante de la banda Fuel.  El 10 de julio de 2006 era anunció que Chris Daughtry había firmado con 19 Entertainment y RCA Records, que tiene contratos con los finalistas de American Idol como Kelly Clarkson y Kellie Pickler, entre otros. Chris Daughtry es cantautor y ha colaborado con varios otros compositores, como  Shaun Morgan de Seether, John Rzeznik de Goo Goo Dolls, Carl Bell de Fuel, Brad Arnold de 3 Doors Down, Rob Thomas de Matchbox Twenty, Mitch Allan, SR-71, Brent Smith de Shinedown, Adam Gontier de Three Days Grace, el exmiembro de The Click Five Eric Dill, Tyler Connolly de Theory of a Deadman, Jason Wade de Lifehouse y Chad Kroeger de Nickelback.
Daughtry y miembros de su sello discográfico realizaron audiciones. Al final, eligieron cuatro miembros para la banda: Jeremy Brady, de 21 años, guitarrista (ya no está en la banda); Josh Steely, de 36 años, guitarrista, Josh Paul, de 29 años, el bajista que toco para Suicidal Tendencies, Joey Barnes, de 30 años, el batería, (ya no está con la banda). Dos de los miembros de la banda provienen de Carolina del Norte - Barnes, a quien Chris Daughtry conocía desde hacía algún tiempo, y Brady, que fue presentado a él un mes antes de la audición. Steely y Paul son ambos de California. Se tomó la decisión de nombrar a la banda "Daughtry" a fin de mantener el reconocimiento del nombre. En una entrevista, Chris Daughtry dijo: "Podríamos haber salido con un nombre realmente oscuro, pero viniendo de un programa de televisión y teniendo reconocimiento del publico, fue más fácil utilizar mi apellido".

### Daughtry(2006-2008)
Su primer álbum Daughtry fue producido por Howard Benson y fue lanzado por RCA Records el 21 de noviembre de 2006. El mismo Chris Daughtry asumió el papel de la producción del álbum, Chris Daughtry escribió y coescribió todas las canciones del álbum excepto dos: "Feels Like Tonight" y "What About Now"  Otros compositores notables Dr. Luke y Max Martin contribuyeron al álbum, y el baterista Josh Freese toco en todas las pistas. Sin embargo, en el momento en que se grabó el álbum, Chris Daughtry era el único miembro oficial de la banda, lo que llevó a algunos a creer erróneamente que la banda Daughtry solo iniciaría su carrera en solitario.
Daughtry fue un éxito inmediato y dio lugar a varios éxitos para el grupo, a partir de su primer sencillo "It's Not Over", que debutó en la radio el 6 de diciembre de 2006, después de haber sido retrasado desde un lanzamiento previsto septiembre y alcanzar el número cuatro en el Billboard Hot 100 y llegar al top 3 en varias otras listas, Poco después, Jeremy Brady anunció su salida de Daughtry y fue sustituido por Brian Craddock, de 31 años, de Virginia. En las entrevistas, Chris Daughtry y Craddock han discutido haber conocido unos a otros cuando Chris Daughtry era todavía miembro del Absent Element.
Tras el éxito de "It's Not Over", el segundo sencillo del álbum, "Home" fue lanzado y alcanzó el puesto número cinco en el Billboard Hot 100, después de debutar en el número 83, semanas antes de su lanzamiento oficial a la radio. La canción también fue la canción oficial "kick-off" en la sexta temporada de American Idol, interpretada después de un concursante fue botado el show, fue también el caso durante la temporada cinco de Australian Idol. La versión brasileña del ídolo, llamado Ídolos Brasil, utilizó esta canción así en su segunda temporada. El  tercer sencillo del álbum, "What I Want", fue lanzado en la radio el 23 de abril de 2007, con el músico Slash como guitarrista líder. El sencillo ha alcanzado su punto máximo en el número 6 en las listas de rock y se presentó como una canción disponible para tocar en el popular juego Guitar Hero: On Tour para Nintendo DS. El cuarto sencillo  "Over You" fue lanzado 24 de julio de 2007. La banda se presentó este sencillo en vivo en Good Morning America el 1 de junio de 2007. "Crashed", El quinto sencillo del álbum, fue lanzado a las estaciones de rock el 10 de septiembre de 2007, donde también se usó en un comercial de Lego Bionicle.. La canción también se interpretó en el programa previo a la carrera de NASCAR NEXTEL Copa Chevy Rock & Roll 400 por la cadena ABC. Del sexto sencillo del álbum, "Feels Like Tonight", fue lanzado el 8 de enero de 2008, poco más de un año después de que el álbum lanzamiento. El vídeo se estrenó en enero y la canción fue utilizada para el 2007 WWE Tribute to the Troops. Su canción "There and Back Again" fue también el tema oficial de la WWE Backlash en 2007.

### Leave This Town(2008-2010)
El 9 de marzo de 2009, Chris Daughtry ha anunciado en su página web que él y la banda había terminado la grabación del álbum titulado Leave This Town. El segundo disco fue lanzado el 14 de julio de 2009 con 14 canciones de hacer el corte de las 19 canciones grabadas. Chris dijo que la grabación es un gran álbum de rock. También ha declarado que la banda había escrito y grabado más de 30 nuevas canciones. Trabajó con Chad Kroeger de Nickelback, Ryan Tedder de OneRepublic, Trevor McNevan de Thousand Foot Krutch, Jason Wade de Lifehouse, Richard Marx y Scott Stevens desde The Exies, Adam Gontier de Three Days Grace y Eric Dill, exvocalista de The Click Five.
Del primer sencillo del álbum, "No Surprise", fue lanzado el 5 de mayo de 2009 en su página web. y llegó oficialmente a la radio el 26 de mayo, Daughtry aparecido en American Idol el 6 de mayo de 2009 (que fue el programa de la temporada de 8 denominado 'Semana del Rock') interpretando "No Surprise". El nuevo álbum fue lanzado el 14 de julio de 2009, con el título Leave This Town.  "Life After You" fue el siguiente sencillo después de "No Surprise". Leave This Town debutó en el número uno en el Billboard 200 vendiendo 269.000 copias en su primera semana. También fue número uno en la lista de álbumes digitales y la Tabla de Rock.
Después del lanzamiento de Leave This Town, Daughtry se convirtió en el primer artista de American Idol en tener dos álbumes número uno consecutivos. Carrie Underwood logró más tarde esta victoria cuando sus álbumes Carnival Ride (2007) y Play On (2009) fueron número uno.
Daughtry actuó en el escenario en los American Music Awards el 22 de noviembre de 2009, y cantó su éxito "Life After You". El 16 de marzo de 2010, la banda lanzó una cara B del sencillo del álbum, Leave This Town con cinco canciones que fueron con la pre-orden sólo, o nunca salieron con el álbum. El 16 de abril de 2010, el baterista Joey Barnes y la banda se separaron. Robin Díaz fue elegido para reemplazarlo en la gira de la banda.

### Break the Spell(2011-2012)
El tercer álbum de la banda, Break the Spell, fue lanzado el 21 de noviembre de 2011. Lanzaron la canción "Drown in You" para la banda sonora de Batman: Arkham City. 
Break the Spell debutó en el número ocho en el Billboard Top 200 el 28 de noviembre de 2011, con 129.000 copias vendidas. A partir de enero de 2012, el álbum ha vendido 407.000 copias en los Estados Unidos. El 26 de enero, "Crawling Back to You "debutó en el número veinticuatro en el Japón Hot 100. "Renegade"," Crawling Back to You" y " Outta My Head "son los tres sencillos del álbum. El cuarto sencillo "Start of Something Good", fue lanzado el 4 de septiembre de 2012.
El 24 de septiembre de 2012, la banda lanzó un comunicado en su sitio web que Josh Pablo había decidido dejar la banda. Pablo dijo: «Ha llegado el momento para mí de retirarme y dejar que la banda siga adelante sin mí. Esta ha sido una decisión muy difícil, ya que estos no son sólo mis compañeros de banda, sino mis hermanos.»

### Baptized(2013-2017)
Daughtry anunció a través de Twitter que la banda estaba trabajando en un cuarto álbum. Durante los dos días que Daughtry  escribió para este álbum trabajó con Matt Thiessen. y Espionage.
El 19 de agosto de 2013, Chris anunció que el álbum será lanzado en algún momento de 2013, indicando que el álbum saldrá más pronto de lo que pensaban. El 23 de agosto, Chris dijo que tenía el nuevo título del álbum y que los aficionados escucharan el nuevo sencillo muy pronto, junto con más detalles en el futuro. El 4 de septiembre, Daughtry publicó un segmento de la nueva cubierta del álbum, y el 5 de septiembre, Daughtry publicó nuevas letras 'She's talking to angels, counting the stars", También el 7 de septiembre, Daughtry publicó más de su sencillo de presentación, que muestra el lado opuesto de la carátula del álbum. El 8 de septiembre, Chris tuiteó más letras "She's just watching the clouds roll by and they spell her name."
El 11 de septiembre de 2013, Daughtry anunció que habría un concurso para revelar su nuevo sencillo; por desgracia, el 12 de septiembre, se filtró por alguien de RCA Records que el nuevo sencillo se titula Waiting for Superman, que fue lanzado el 17 de septiembre. Ese mismo día, se anunció en el sitio web de la banda que su cuarto álbum llamado Baptized será disponible 19 de noviembre de 2013. El 21 de octubre, Chris anunció que si los fanes pre-ordenaron Baptized de iTunes, que al instante obtendrían de la banda nuevo sencillo "Long Live Rock and Roll".
El 8 de enero de 2016, Chris Daughtry publicó una foto en Instagram de la portada del disco de primer álbum de grandes éxitos de Daughtry titulado It's Not Over...The Hits So Far. La fecha de lanzamiento programada será el 12 de febrero de 2016.

### Cage to Rattle(2018-2019)
El 30 de marzo de 2018, Daughtry lanzó su nueva canción llamado "Backbone", el primer sencillo de su próximo quinto álbum de estudio. Tras el lanzamiento de Backbone, el 4 de junio de 2018, Daughtry anunció que su nuevo álbum se titulará Cage to Rattle. 
Daughtry anunció el 5 de junio que lanzarían el primer sencillo oficial de Cage to Rattle, titulado "Deep End". El álbum debiera salir al mercado el 27 de julio.

### The Masked Singer, cambio de sello discográfico yDearly Beloved(2019-2022)
En septiembre de 2019, Daughtry y RCA, su sello discográfico desde 2006, decidieron separarse. La división se debió al cumplimiento del contrato, queriendo separarse. Sobre el derramado, Daughtry dijo: "Siempre hemos sido una banda de rock. Y cuando estás tratando con un sello importante, siempre existe la presión de tener que entregar éxitos y atender a un formato determinado, y yo no lo hice". ya no quiero hacer eso".
El 20 de noviembre de 2019, Chris Daughtry reveló a través de su Instagram que Daughtry había comenzado a grabar su sexto álbum de estudio y se había asociado con el productor Scott Stevens.
El 18 de diciembre de 2019, se reveló que Chris Daughtry era el "Rottweiler" en la segunda temporada de The Masked Singer. Interpretó "Alive" de Sia en el final, y fue lanzado como sencillo por la banda.
El 10 de agosto de 2020, Daughtry anunció que mientras estaban trabajando en un nuevo álbum, la pandemia de COVID-19 detuvo el proceso de grabación de la banda. También se rumoreaba que Daughtry firmó con Warner Music Group. Más tarde se reveló que si bien Daughtry ahora es independiente, su distribución cae bajo Warner Music.
El 13 de agosto de 2020, Daughtry lanzó su sencillo "World on Fire". El 18 de marzo de 2021, lanzaron un nuevo sencillo titulado "Heavy Is the Crown". El 28 de mayo, la banda lanzó una versión de la canción de la banda Temple of the Dog "Hunger Strike" con Lajon Witherspoon.
El sexto álbum de estudio de la banda, Dearly Beloved, se lanzará el 17 de septiembre de 2021. La banda también lanzó un nuevo sencillo, "Lioness".
El 16 de enero de 2022, Josh Paul anunció en una publicación de Instagram que dejaría la banda una vez más. Jeremy Schaffer fue confirmado como el nuevo baterista de la banda el 22 de junio.

### Cambio de sello,Shock to the System: Part Oney próximo séptimo álbum de estudio (2023-presente)
En agosto de 2023, Big Machine Records anunció que habían firmado con la banda. Lanzaron un nuevo sencillo, "Artificial", el 11 de agosto. El 9 de febrero de 2024, "Artificial" alcanzó el número uno en la lista Mainstream Rock Airplay de Billboard.
La banda lanzó un nuevo sencillo titulado "Pieces" el 22 de marzo de 2024. El 28 de junio se lanzó un nuevo sencillo titulado "Nervous". El 9 de agosto de 2024, la banda lanzó otro sencillo, "The Reckoning". También anunciaron que su nuevo EP, titulado "Shock to the System (Part One)", se lanzaría el 27 de septiembre de 2024. Este EP servirá como la primera parte de su próximo álbum.

## Miembros
| Miembros actuales - Chris Daughtry - voz principal, guitarra rítmica y guitarra Líder (2006-presente) - Josh Steely - guitarra, coros (2006-presente) - Brian Craddock - guitarra rítmica, coros (2007-presente) - Elvio Fernandes - teclados, piano, guitarra acústica, coros (2011-presente) - Marty O'Brien – bajo (2023-presente) - Jeremy Schaffer – batería, percusión, coros (2023-presente) Miembros anteriores - Jeremy Brady - guitarra rítmica, coros (2006-2007) - Joey Barnes - tambores, percusión, teclados, coros (2006-2010) - Robin Diaz - batería, percusión (2010-2014) - Josh Paul - bajo, (2006-2012, 2013-2022) - Brandon Maclin– batería, percusión, coros (2014-2016-2023) | Miembros de gira actuales - Jamal Moore - batería, percusión, coros (2014-2016) |

## Discografía
Álbumes de estudio
- 2006: Daughtry
- 2009: Leave This Town
- 2011: Break the Spell
- 2013: Baptized
- 2018: Cage to Rattle
- 2021: Dearly Beloved

## Premios y nominaciones
American Music Awards
| Año  | Trabajo nominado | Premio                             | Resultado |
| ---- | ---------------- | ---------------------------------- | --------- |
| 2007 | Daughtry (banda) | New Artist of the Year             | Ganador   |
| 2007 | Daughtry (banda) | Favorite Adult Contemporary Artist | Ganador   |
| 2007 | Daughtry (álbum) | Favorite Pop/Rock Album            | Ganador   |
| 2008 | Daughtry (banda) | Favorite Pop/Rock Band/Duo/Group   | Ganador   |
| 2008 | Daughtry (banda) | Favorite Adult Contemporary Artist | Ganador   |